# イタリア島嶼部
イタリア島嶼部（イタリアとうしょぶ、イタリア語: Italia insulareまたは単にIsole、英語: Insular Italy）は、国立統計研究所 (ISTAT)、第一種地域統計、欧州議会選挙区で使われるイタリアの公式統計地域の1つである。イタリア島嶼部には、イタリアの州のうちの2州（シチリア州、サルデーニャ州）が含まれている。

## 地理
イタリア島嶼部は、陸地面積で全国の6分の1を占める。領域には、シチリア、サルデーニャ両島を行政上母島とする、いくつかの小さな島や群島がある。
シチリア島は、地中海で最も大きい島 (25,708 km²) であり、ヨーロッパでも最大級の島の1つである。サルデーニャ島は、これよりわずかに小さくなっている (24,090 km²)。低地は、全体として地理的に制限されており、狭い海岸沿いに存在する。例外としては、サルデーニャ島のカンピダーノとヌッラ、シチリア島のカターニア平野があり、それぞれ1200 km²と430 km²の広さがある。残りの土地は、地域の70%を占める丘や、険しい山が広がっている。シチリア島には、イタリアでアルプス山脈を除いて最も高く、ヨーロッパ最大の活火山であるエトナ山が存在する。サルデーニャ島には、ジェンナルジェントゥ山地がある。

## 人口動態
イタリア島嶼部の人口の合計は、約670万人である。イタリア島嶼部には、イタリアで最も人口密度が低い州の1つであるサルデーニャ島を入れ、人口密度が全国平均の半分を下回っている。シチリア島には、サルデーニャ島の5倍以上の人口密度があるが、イタリアの平均の人口密度よりも低い。これらを合わせた総人口は、イタリアのちょうど10分の1である。
下記は、人口100,000人以上の都市の一覧である。
| 都市       | 人口    | 地域         |
| ---------- | ------- | ------------ |
| パレルモ   | 654,735 | シチリア     |
| カターニア | 292,036 | シチリア     |
| メッシーナ | 241,807 | シチリア     |
| カリアリ   | 156,560 | サルデーニャ |
| サッサリ   | 130,656 | サルデーニャ |
| シラクサ   | 123,408 | シチリア     |

## 社会経済の状況
シチリア島の失業率は、11.9%で全国で最も高い。サルデーニャ島は、2006年から07年にかけて、モリーゼ州とアブルッツォ州を除く南イタリア地域で最も低い8.6%に達し、初めて10%未満となった。シチリア島の企業状態の低さは、犯罪に結びついた。サルデーニャ島では、本土から隔てられた位置により、運営費（電気、交通など）が20-50%と他の地域よりも高くなっている。サルデーニャ島のこのハンディキャップは、ティスカリのような情報技術、ライアンエアーのような格安航空会社の開発、島とイタリア本土との間の料金、ルートに関する「領土連携 (continuità territoriale)」法により減らされている。